# Woodward-Hoffmann-Regeln
Die 1965 von Robert B. Woodward und Roald Hoffmann entwickelten Woodward-Hoffmann-Regeln erlauben Aussagen über den Verlauf und die Produkte von pericyclischen Reaktionen. Zu ihnen zählen elektrocyclische Reaktionen, sigmatrope Umlagerungen und Cycloadditionen. Es wird in den Regeln berücksichtigt, dass die Reaktion entweder thermisch oder photochemisch verlaufen kann. Hoffmann wurde für diese Arbeiten zusammen mit Fukui Kenichi 1981 mit dem Nobelpreis für Chemie geehrt.

## Regel
Die Woodward-Hoffmann-Regel lässt sich recht einfach ausdrücken:
Bei konzertiert verlaufenden Reaktionen bleibt die Orbitalsymmetrie erhalten.
Die Woodward-Hoffmann-Regeln gelten für konzertierte Reaktionen, an denen π-Orbitale beteiligt sind. Sie gelten nicht für Reaktionen, die über reaktive Zwischenstufen oder über Radikalmechanismen ablaufen.
Die Bedeutung der Woodward-Hoffmann-Regeln ist, dass sie nicht nur die π-Orbitale betrachtet, sondern deren Vorzeichen während des Reaktionsverlaufs berücksichtigt. Grundsätzlich sind bindende Wechselwirkungen, und damit eine spätere chemische Bindung, nur zwischen Orbitallappen mit gleichem Vorzeichen möglich.

## Konzertierte Reaktionen
Konzertierte Reaktionen zeichnen sich dadurch aus, dass sie in einem Schritt ablaufen. Das Lösen der alten und das Knüpfen der neuen Bindung erfolgt in einem einzigen Schritt, aber nicht zwingend synchron. Demnach gibt es bei konzertierten Reaktionen keine Zwischenprodukte, sondern nur Übergangszustände. Entlang der Reaktionskoordinate hat ein Zwischenprodukt ein lokales Energieminimum, der Übergangszustand dagegen ein Energiemaximum. Zwischenprodukte können in der Regel abgefangen und isoliert werden, Übergangszustände nicht.

### Cycloadditionen
Zwei Moleküle mit je einem π-System reagieren unter Ausbildung eines neuen Cyclus (Ringschluss).

### Elektrocyclische Reaktionen
Am Ende eines linearen Systems von π-Elektronen bildet sich eine σ-Bindung aus, das π-System wird um eine π-Bindung verkürzt (elektrocyclischer Ringschluss) oder umgekehrt:
Am Ende eines cyclischen Systems von π-Elektronen, unterbrochen durch drei σ-Bindungen, wird die mittlere σ-Bindung gebrochen, das π-System wird um eine π-Bindung verlängert (elektrocyclische Ringöffnung).

### Sigmatrope Umlagerung
Sigmatrope Umlagerungen sind ein Spezialfall einer pericyclischen Reaktion. Das Elektronensystem der Verbindung wird umgeordnet. Ein mit einer σ-Bindung an das System gebundener Substituent wandert entlang des π-Systems.

## Spezielle Regeln
Die Regeln für elektrocyclische Reaktionen lauten folgendermaßen:
- Gerade Anzahl an konjugierten π-Bindungen:
  - thermische Reaktion → konrotatorisch
  - photochemische Reaktion → disrotatorisch

- Ungerade Anzahl an konjugierten π-Bindungen:
  - thermische Reaktion → disrotatorisch
  - photochemische Reaktion → konrotatorisch

### Kon-/disrotatorische Drehung
Diese Begriffe beschreiben die Drehung der an der entstehenden/öffnenden Bindung beteiligten π-Molekülorbitale. Bei einer konrotatorischen Drehung ist der Drehsinn der beiden Orbitale identisch, bei einer disrotatorischen Drehung entgegengesetzt.

## Beispiele
- Sigmatrope Umlagerungen
  - Cope-Umlagerung, Claisen-Umlagerung (=Oxa-Cope-Umlagerung)

- Elektrocyclische Reaktionen
  - Valenzisomerisierung von Benzol (Prisman, Dewar-Benzol, Benzvalen), Bullvalen

- Cycloaddition
  - thermisch
    - Diels-Alder-Reaktion
    - Dipolare Cycloaddition
    - Cheletrope Reaktion
    - [2+2]-Cycloaddition (antarafacial)

  - photochemisch
    - [2+2]-Cycloaddition (suprafacial) (Paternò-Büchi-Reaktion)